# Laminion debasrae
Laminion debasrae is een spinnensoort uit de familie van de mierenjagers (Zodariidae).
De wetenschappelijke naam van de soort werd in 1992 als Storena debasrae gepubliceerd door Bijan Kumar Biswas & Kajal Biswas.